# Gamma (gruppo musicale)
I Gamma furono un gruppo musicale hard rock fondato dall'ex leader e chitarrista dei Montrose Ronnie Montrose nel 1979.
Benché più sperimentale ed ambizioso del suo progetto precedente, questo secondo gruppo del genio della chitarra Ronnie Montrose, è stato sempre messo in ombra dalla popolarità ottenuta dal debutto omonimo dei Montrose.

## Storia
A seguito dello scioglimento dei Montrose nel 1978, e dopo aver debuttato come solista quello stesso anno con il disco Open Fire, il chitarrista Ronnie Montrose fondò i Gamma nel 1979. La formazione originale era composta dal cantante scozzese Davey Pattison, il batterista Skip Gilette assieme agli ex membri dei Montrose Alan Fitzgerald (basso) e Jim Alciver (tastiere). Quello stesso anno la formazione pubblica l'album d'esordio, Gamma 1, prodotto da Ken Scott (The Beatles, Jeff Beck, Pink Floyd) per la Elektra Records. Poco dopo la sezione ritmica vide un cambio radicale con la dipartita di Gilette e Fitzgerald sostituiti rispettivamente dall'ex batterista dei Montrose Denny Carmassi e dal bassista Glenn Letsch.
Nel 1980 segue il secondo capitolo del gruppo, intitolato semplicemente Gamma 2, che permise tour negli Stati Uniti e in Europa. Fitzgerald in seguito divenne tastierista dei Night Ranger nel 1982. Un ulteriore cambio di formazione vedeva Alcivar abbandonare la formazione nel 1981, rimpiazzato da Mitchell Froom. Il terzo album, Gamma 3, trascinato dai singoli "No Destination" e soprattutto "Right the First Time", esplorò territori più melodici con le tastiere in risalto. Queste nuove direzioni non furono unanimi, e appena il disco entrò nelle classifiche americane, Carmassi abbandonò il gruppo per raggiungere gli Heart. Venne previsto un tour di supporto ai Foreigner in Europa, ma il leader fece presagire lo scioglimento: Montrose decise di abbandonare tutto improvvisamente nel bel mezzo del tour, dalla band all'etichetta discografica. Questa scelta venne provocata dalle seccanti pressioni da parte della loro etichetta, che insisteva per ciò che pubblicassero una hit.
Il musicista rimase in contatto con Froom ma l'eventuale progetto sfumò ed il chitarrista si dedicò all'attività di produttore di gruppi emergenti, tra cui Tesla, Lion, Night Ranger e Heathen. Pattison entrò a far parte della live band di Robin Trower nel 1987. Quello stesso anno venne anche annunciata la riunione dei Montrose, che con una formazione completamente rivoluzionata, diede alle stampe un nuovo album dal titolo di Mean. Carmassi, dopo l'esperienza negli Heart e in diversi altri gruppi, riemerse negli anni 90 come con il superprogetto Coverdale/Page, fondato dal cantante David Coverdale (ex Deep Purple, Whitesnake), e Jimmy Page (ex Led Zeppelin) con cui pubblicò un album omonimo nel 1993.
Nel 1992 venne pubblicata una raccolta dei Gamma col titolo di The Best of Gamma, contenente materiale dei tre dischi pubblicati. L'album includeva 5 tracce dal primo disco, 4 dal secondo e 7 da Gamma III. Montrose riformò i Gamma nel 2000 con Pattison, Letsch e Carmassi. Dietro le tastiere subentrò l'ex membro degli Impellitteri Ed Roth. Questa formazione incise il quarto e ultimo capitolo, Gamma 4.
Il tastierista Ed Roth nel 2001 suonò come turnista nei Burning Rain, gruppo fondato dal chitarrista dei Whitesnake Doug Aldrich (ex Lion, Hurricane, House of Lords, Bad Moon Rising e Dio). Curiosamente i Burning Rain furono proprio la band in cui militava il futuro cantante dei Montrose, Keith St.John, in occasione della loro nuova riunione dal 2002. Dal 2004 Pattison annunciò la partecipazione ad un progetto parallelo assieme al chitarrista tedesco Michael Schenker (Scorpions, UFO, M.S.G.). La coppia, accreditata come Schenker/Pattison pubblicò quello stesso anno il disco The Endless Jam, album contenente cover di artisti anni 70 (tra cui curiosamente una reinterpretazione dei Montrose). Pattison annunciò anche la formazione di un supergruppo in stile rock anni 70 chiamato "Let it Rock" nel gennaio del 2007, composto dal vocalist/chitarrista Kevin Russell, dei 707, il bassista Tom Miller, proveniente dalle band di Greg Allman e Eddie Money, e il batterista Andy Doerschuk, membro della band di Rick Derringer e Steppenwolf.

## Formazione

### Ultima
- Davey Pattison - voce
- Ronnie Montrose - chitarra
- Edward Roth - tastiere
- Glenn Letsch - basso
- Denny Carmassi - batteria

### Ex componenti
- Skip Gillette - batteria
- Alan Fitzgerald - basso
- Jim Alcivar - tastiere
- Mitchell Froom - tastiere

## Discografia
Album in studio
- 1979 - Gamma 1
- 1980 - Gamma 2
- 1982 - Gamma 3
- 2000 - Gamma 4

Live
- 1998 - Concert Classics

Raccolte
- 1992 - The Best of Gamma